# Rigmor Dahl Delphin
Rigmor Dahl Delphin (9. října 1908 v Oslo, Kristiania – 28. prosince 1993) byla norská fotografka. Přibližně v letech 1955-1975 pracovala pro noviny Alle Kvinner.

## Život a dílo
Její snímky ze dne osvobození města Osla se staly základem pro knihu Frigjøringen i bilder Yngvara Ustvedta. Archiv s jejími díly v magazínu Alle Kvinner obsahuje asi 2000 negativů a v roce 2005 se přesunul z Gyldendal Norsk Forlag do muzea Oslo Bymuseum.

## Galerie

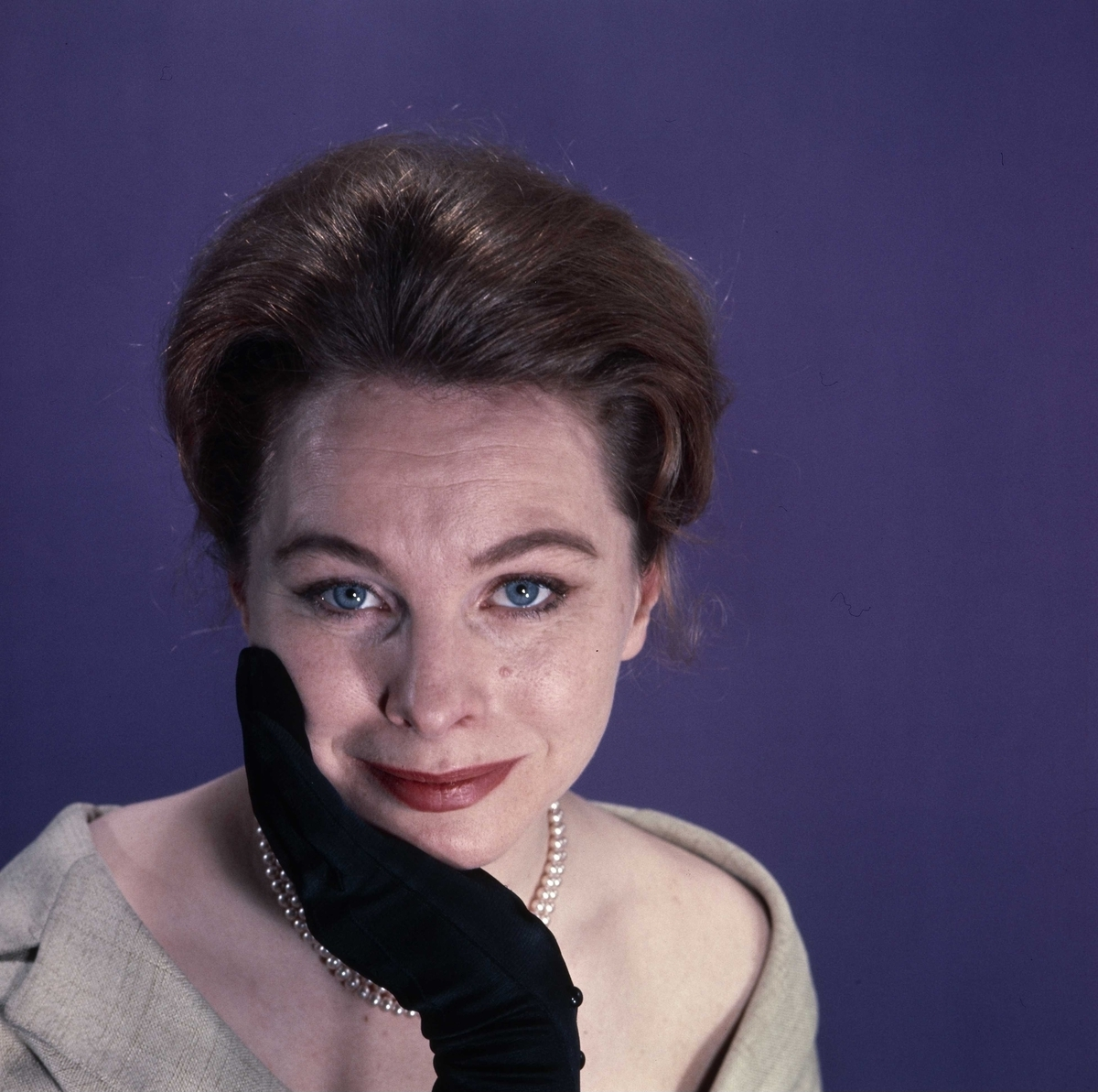
Rut Tellefsen, 1962
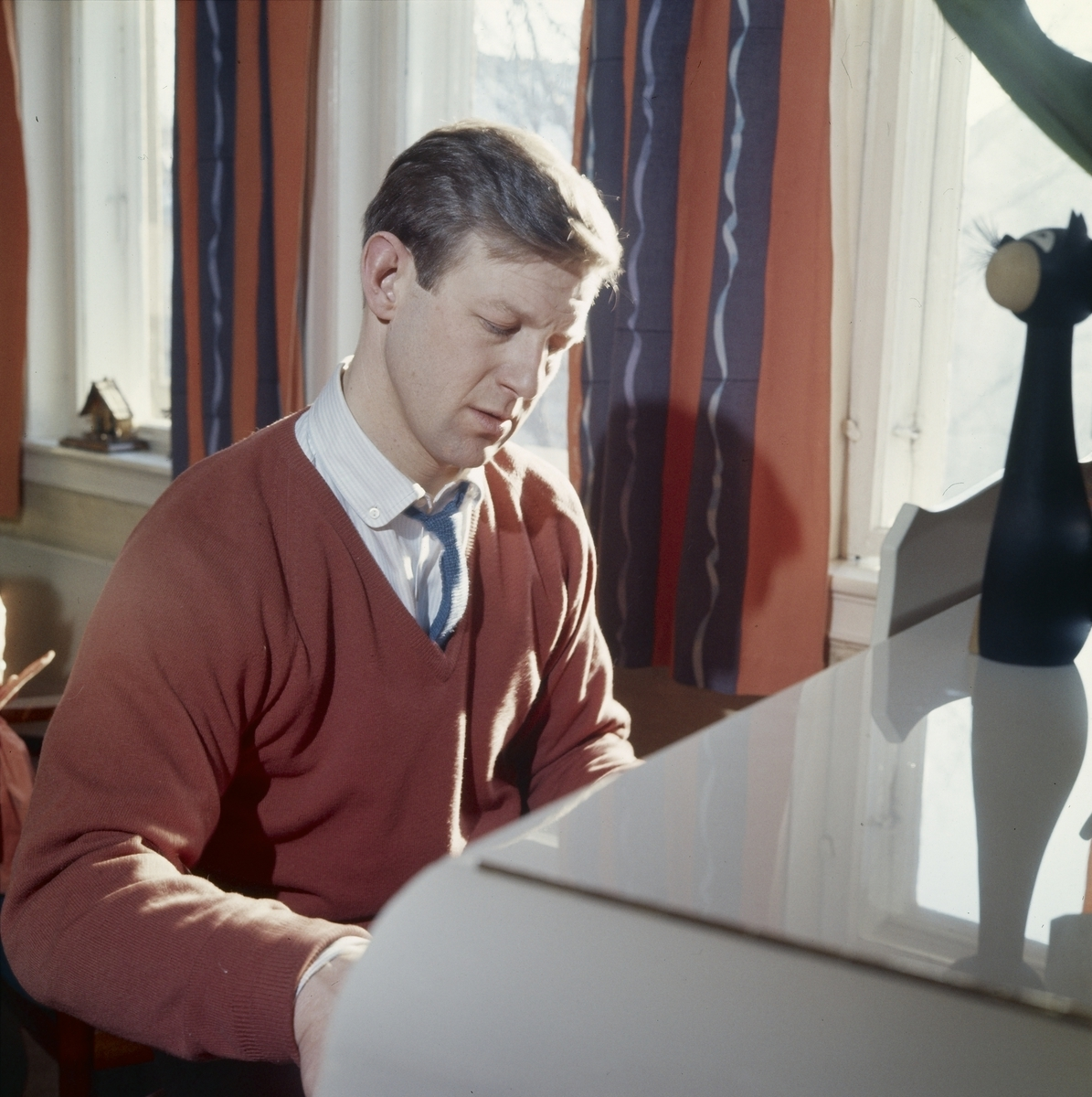
Per Asplin, 1964
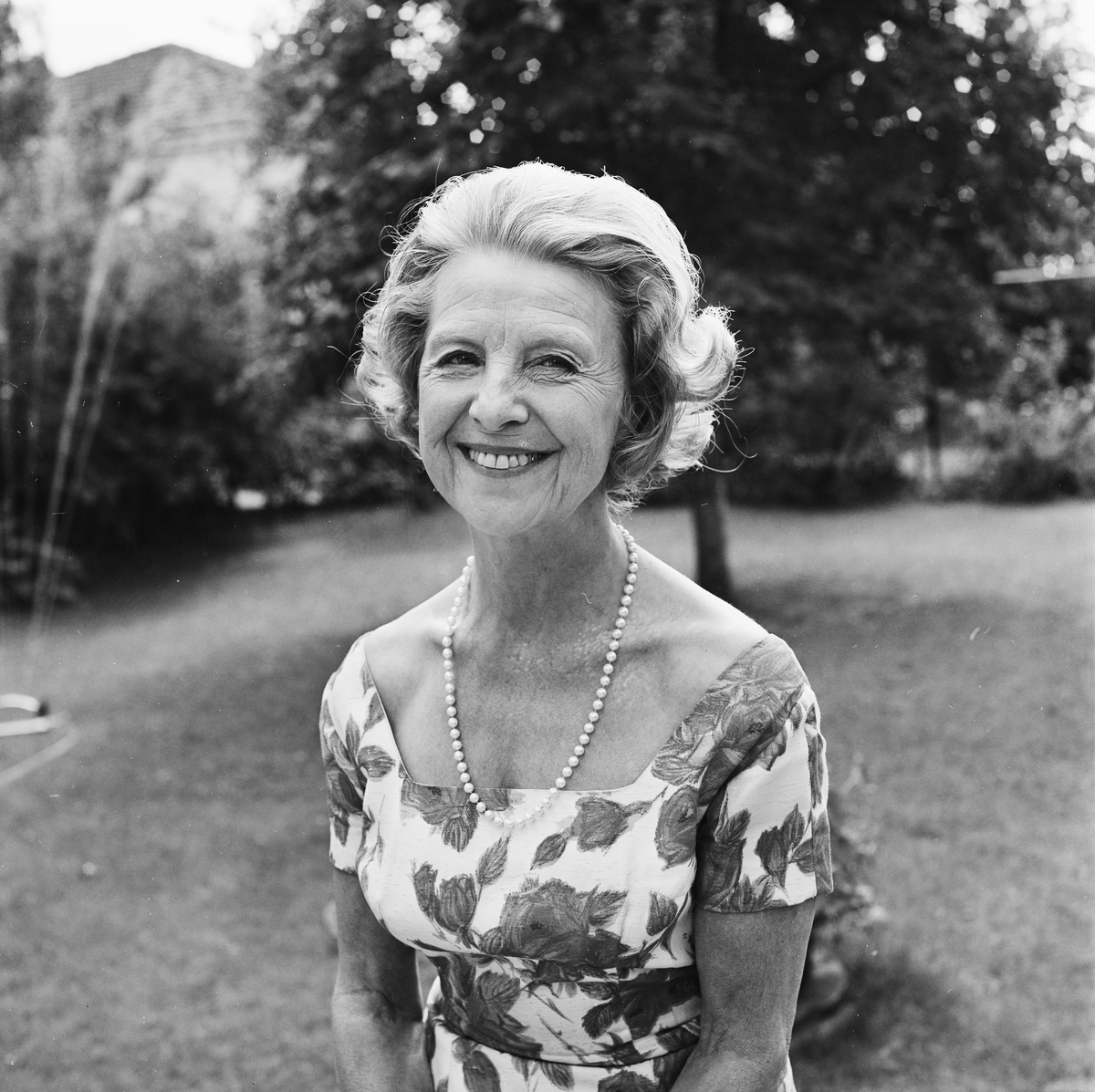
Ada Kramm, 1966
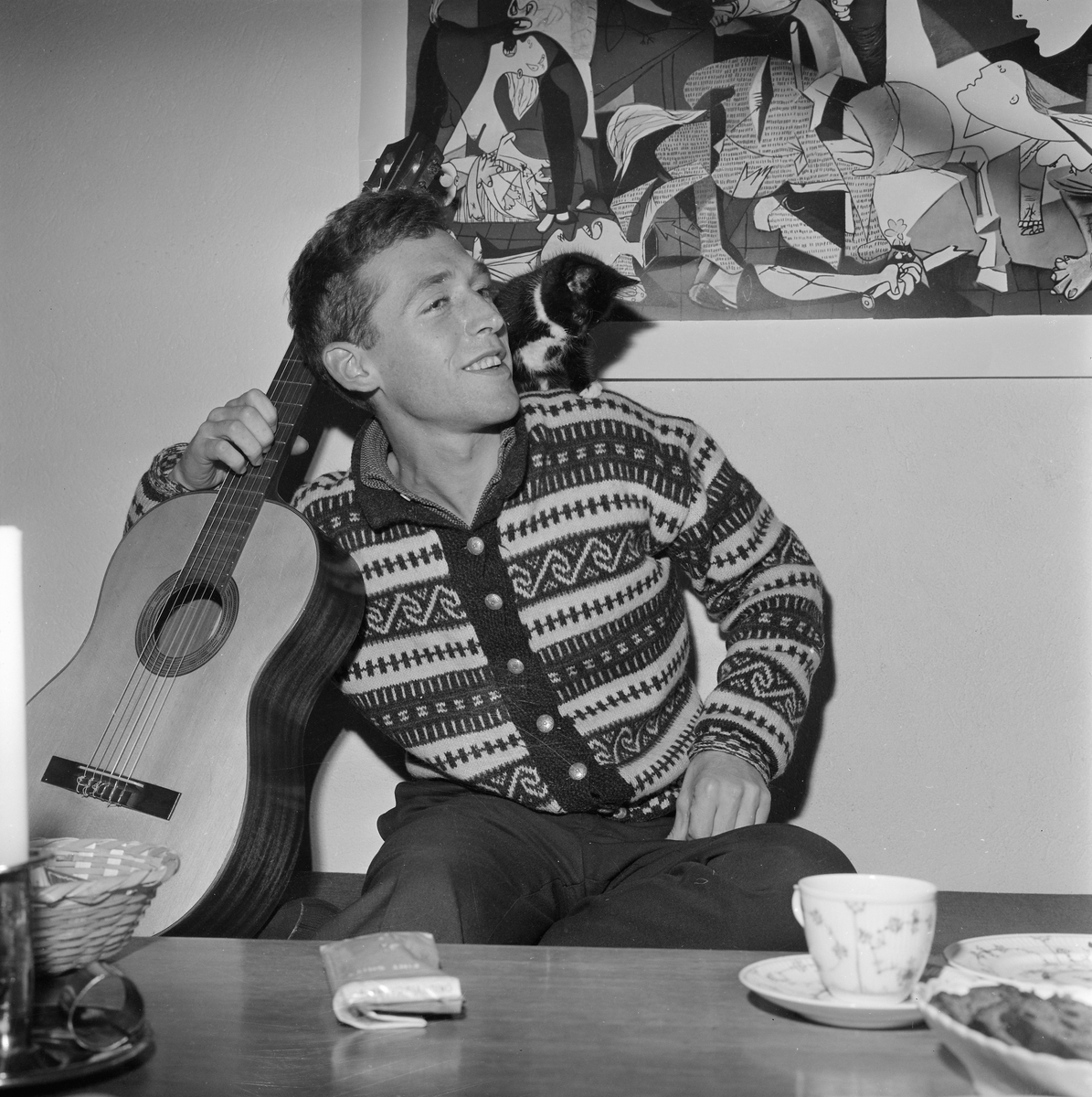
Alf Cranner, 1965